# Incubo infernale
Incubo infernale (The Hearse) è un film del 1980 diretto da George Bowers.

## Trama
Jane Hardy si stabilisce a Blackford in una casa lasciatale in eredità da una zia morta di recente. Col passare del tempo Jane si rende conto che la casa è infestata da presenze e la zia aveva una reputazione molto oscura in paese